# Rocky Aoki
Rocky Aoki, bürgerlich Hiroaki Aoki (japanisch 青木 廣彰) (* 9. Oktober 1938 in Tokio; † 10. Juli 2008 in New York), war ein japanisch-amerikanischer Ringer, Unternehmer und Gründer der Restaurantkette Benihana.

## Leben
Als Jugendlicher interessierte sich Aoki für Rockmusik und gründete mit Freunden die Band Rowdy Sounds, in der er Bass spielte. Während seines Studiums an der Universität Keio betrieb er ambitioniert Leichtathletik sowie Karate, bevor er sich auf das Ringen konzentrierte, bei dem er erste Wettkampferfolge feiern konnte.
Eine erfolgreiche Qualifikation für die Olympischen Sommerspiele 1960 in Rom ließ Aoki ungenutzt, um stattdessen mit Hilfe eines Sportstipendiums in die Vereinigten Staaten zu ziehen. Hier wurde er zuerst in Springfield und anschließend in Brookville am privaten C. W. Post College als Ringer weiter gefördert. Parallel tourte er durch die Vereinigten Staaten und nahm erfolgreich an zahlreichen Ringerwettbewerben teil. 1962, 1963 und 1964 gewann Aoki die nationalen Ringermeisterschaften im Fliegengewicht und wurde 1995 für seine Erfolge in die International Wrestling Hall of Fame aufgenommen.
Nach Abschluss eines Associate Degree in Gastronomiewirtschaft am New York Community College mietete Aoki einen Eiswagen, in dem er während der Sommermonate auf den Straßen von Harlem sieben Tage die Woche durcharbeitete. Mit den dadurch ersparten Erlösen in Höhe von 10.000 Dollar eröffnete er schließlich 1964 gemeinsam mit seinem Vater ein gerade einmal vier Tische umfassendes Teppanyakilokal auf der West 56th Street, die erste Filiale der späteren Restaurantkette Benihana. Der Name des Teppanyakilokals leitet sich vom japanischen Wort für die Färberdistel ab. Der Familienlegende nach ging Aokis Vater durch das zerbombte Nachkriegsjapan, als er im Schutt auf eine einzelne rote Färberdistel stieß.
Dank einer wohlwollenden Rezension in der New York Herald Tribune wurde Aokis Teppanyakilokal 1965 über Nacht populär. Mit den Beatles und Muhammad Ali als Gästen erlangte es auch überregionale Bekanntheit. 1968 expandierte Aoki nach Chicago, heute besitzt die Restaurantkette über hundert Franchisebetriebe.
1973 bat er Regisseur Larry Cohen in dessen neuem Film Hell Up in Harlem (dt. Heisse Hölle Harlem) mitspielen zu dürfen, als Gegenleistung stellte er ihm seinen Lilifarbigen Rolls Royce zur Verfügung, der dann bei den Dreharbeiten vor einem seiner Restaurants in New York leicht beschädigt wurde.
In Folge des wirtschaftlichen Erfolgs suchte sich Aoki zusätzlichen Zeitvertreib und investierte in zahlreiche Projekte, wie teure Rennboote, ein Erotikmagazin und die Überquerung des Pazifik mit einem Heißluftballon. 1998 wurde er wegen Insiderhandels an der Börse verurteilt.
Aoki war dreimal verheiratet: Die erste Ehe mit der gebürtigen Japanerin Chizuru Kobayashi hielt von 1964 bis 1981. Mit der US-Amerikanerin Pamela Hilberger war er von 1981 bis 1991 verheiratet. Seine letzte Ehe mit der Japanerin Keiko Ono hielt von 2002 bis zu seinem Tod 2008. Aus den Ehen und weiteren Beziehungen hatte er insgesamt sieben Kinder, darunter das Model Devon Aoki sowie den Musikproduzenten Steve Aoki.
Kurz vor seinem Tod wurde Aoki in den Vereinigten Staaten eingebürgert und erhielt vom New York International Center den Award of Excellence. Er starb an einer Lungenentzündung. Zum Zeitpunkt seines Todes litt er unter Diabetes, Hepatitis C, und Leberzirrhose. Die Hepatitis-C-Infektion soll er sich bei einer Bluttransfusion nach einem Rennbootunfall 1979 zugezogen haben.